# Stora Öratjärnen, Hälsingland
Stora Öratjärnen är en sjö i Ovanåkers kommun i Hälsingland och ingår i Dalälvens huvudavrinningsområde.